# Aerva ruspolii
Aerva ruspolii är en amarantväxtart som beskrevs av Lopr. Aerva ruspolii ingår i släktet Aerva och familjen amarantväxter. Inga underarter finns listade i Catalogue of Life.